# ニック・リチャーズ
ニコラス・リチャーズ（Nicholas Richards, 1997年11月29日 - ）は、ジャマイカ・キングストン出身のプロバスケットボール選手。NBAのフェニックス・サンズに所属している。ポジションはセンター。

## 経歴

### ハイスクール
2013年にNBA選手を目指すために渡米し、ニューヨーク州のセントメリーズ高校に入学。翌年ニュージャージー州のパトリック高校に転校。最終学年の2017年にマクドナルド・オール・アメリカン、ジョーダン・ブランド・クラシック、ナイキ・フープサミットに出場するなど、全米級の選手に成長。大学進学の際にシラキュース大学やアリゾナ大学などの誘いを受け、最終的にケンタッキー大学に進学した。

### カレッジ
1年生時の2017-18シーズンから先発で起用され、37試合出場で平均5.1得点、4.4リバウンドを記録した。
2019-20シーズンに一気に数字を伸ばし、シーズン平均14得点、7.8リバウンド、2.1ブロックを記録した。シーズン終了後、2020年のNBAドラフトにアーリーエントリーすることを表明した。

### シャーロット・ホーネッツ
2020年11月18日に行われたNBAドラフトにて2巡目全体42位でニューオーリンズ・ペリカンズから指名され、直後にトレードで交渉権がシャーロット・ホーネッツへ放出された。11月30日にホーネッツとのルーキー契約に合意した。2021年2月21日にNBAGリーグのグリーンズボロ・スウォームへアサインされ、NBAでは18試合の出場で平均0.8得点、0.6リバウンドを記録した。
12月6日のフィラデルフィア・76ers戦でシーズンハイとなる12得点を含む5リバウンド、2アシストを記録したが、チームは延長戦の末に124-127で惜敗した。
2022年10月19日の開幕戦となるサンアントニオ・スパーズ戦で19得点、10リバウンドを記録し、チームは129-102で勝利した。同月23日のアトランタ・ホークス戦でシーズンハイとなる20得点を含む7リバウンド、2ブロックを記録し、チームは126-109で勝利した。2023年3月22日にホーネッツとの3年総額1,500万ドルの延長契約に合意した。
2024年1月27日のユタ・ジャズ戦でキャリアハイとなる26得点を含む13リバウンド、1アシスト、4ブロックを記録したが、チームは122-134で敗れた。

### フェニックス・サンズ
2025年1月15日にジョシュ・オコーギー、ドラフト2巡目指名権とのトレードで、2本のドラフト2巡目指名権と共にフェニックス・サンズへ移籍した。3日後のデトロイト・ピストンズ戦でサンズデビューを果たし、ベンチ出場ながら21得点、11リバウンドのダブル・ダブルを達成し、デビュー戦でベンチ出場ながら20-10ダブル・ダブルを達成したフランチャイズ史上初の選手となった。同月25日のブルックリン・ネッツ戦でキャリアハイとなる19リバウンドを含む20得点、1アシスト、1ブロックを記録し、チームは119-109で勝利した。

## 個人成績

### NBA

#### レギュラーシーズン
| シーズン | チーム | GP  | GS  | MPG  | FG%  | 3P%   | FT%  | RPG | APG | SPG | BPG | PPG |
| -------- | ------ | --- | --- | ---- | ---- | ----- | ---- | --- | --- | --- | --- | --- |
| 2020–21  | CHA    | 18  | 0   | 3.5  | .444 | .000  | .636 | .6  | .1  | .0  | .0  | .8  |
| 2021–22  | CHA    | 50  | 5   | 7.3  | .667 | ---   | .698 | 1.7 | .3  | .2  | .4  | 3.0 |
| 2022–23  | CHA    | 65  | 9   | 18.7 | .629 | 1.000 | .749 | 6.4 | .6  | .2  | 1.1 | 8.2 |
| 2023–24  | CHA    | 67  | 52  | 26.3 | .691 | .000  | .737 | 8.0 | .8  | .4  | 1.1 | 9.7 |
| 2024–25  | CHA    | 21  | 9   | 21.0 | .561 | .000  | .678 | 7.5 | 1.3 | .3  | 1.2 | 8.9 |
| 2024–25  | PHX    | 36  | 34  | 22.7 | .605 | .000  | .822 | 8.6 | .6  | .2  | .8  | 9.5 |
| 通算     | 通算   | 257 | 108 | 18.1 | .640 | .200  | .738 | 5.9 | .6  | .2  | .9  | 7.3 |

### カレッジ
| シーズン | チーム       | GP  | GS | MPG  | FG%  | 3P% | FT%  | RPG | APG | SPG | BPG | PPG  |
| -------- | ------------ | --- | -- | ---- | ---- | --- | ---- | --- | --- | --- | --- | ---- |
| 2017–18  | ケンタッキー | 37  | 37 | 14.7 | .616 | --- | .718 | 4.4 | .2  | .1  | .9  | 5.1  |
| 2018–19  | ケンタッキー | 37  | 3  | 12.1 | .598 | --- | .690 | 3.3 | .2  | .1  | 1.3 | 3.9  |
| 2019–20  | ケンタッキー | 31  | 30 | 29.6 | .642 | --- | .752 | 7.8 | .2  | .1  | 2.1 | 14.0 |
| 通算     | 通算         | 105 | 70 | 18.2 | .627 | --- | .728 | 5.0 | .2  | .1  | 1.4 | 7.3  |